# Dilarə Əliyeva
Dilarə Ələkbər qızı Əliyeva (ur. 14 grudnia 1929 w Tbilisi, zm. 19 kwietnia 1991 w Balakənie w rejonie Qax) – azerska filolożka, tłumaczka i działaczka na rzecz praw kobiet, w latach 1990–1991 członkini azerskiego Zgromadzenia Narodowego.

## Życiorys
Urodziła się w rodzinie kowala. Uczyła się w szkole azerskojęzycznej w Tbilisi. Następnie w latach 1945–1950 studiowała orientalistykę na Bakijskim Uniwersytecie Państwowym. Po uzyskaniu tytułu licencjuszki zaczęła studia magisterskie w Instytucie Języka i Literatury Nizami Azerbejdżańskiej Akademii Nauk, skąd przeszła do Instytutu Literatury Rustaveli Gruzińskiej Akademii Nauk. W 1954 obroniła pracę doktorską na temat azerbejdżańsko-gruzińskich kontaktów w literaturze XIX w. W latach 1959–1972 kierowała katedrą literatury starożytnej i średniowiecznej Azerbejdżańskiej Akademii Nauk. W latach 1972–1979 pracowała w Instytucie Literatury im. Nizamiego w Azerbejdżańskiej Akademii Nauk. Badała dziedzictwo średniowiecznego poety Nizamiego oraz kontakty historyczne i porównania między literaturą azerską i gruzińską. W latach 1979–1986 była starszą pracownicą naukową w Zakładzie Studiów Regulacyjnych. W 1986 została zatrudniona jako pracownica naukowa w Zakładzie Stosunków Literackich.
Od 1960 należała do Związku Pisarzy Azerbejdżanu. Od 1988 należała do Ludowego Frontu Azerbejdżanu, została jednym z jego kierowników. Założyła Azerbejdżańskie Stowarzyszenie Ochrony Praw Kobiet. W 1980 została Honorową Pracownicą Kultury Gruzji.
Zginęła w wypadku samochodowym. Została pochowana w Baku.

## Upamiętnienie
Jej imieniem nazwano ulicę w Baku. Na ścianie jej domu zamieszczono tablicę pamiątkową. Jej imię nosi Azerbejdżańskie Stowarzyszenie Ochrony Praw Kobiet, które założyła.

## Prace

### Oryginalne
- Azərbaycan-gürcü ədəbi əlaqələri tarixindən (Z dziejów azersko-gruzińskich stosunków literackich), Baku 1958.
- Ürəkbir, diləkbir (Jedno serce, jedno życzenie), Baku 1981[2].

### Tłumaczenia na azerski
- Qardaşlar (Bracia), opowiadania, Baku 1972.
- Bir gecənin sevinci (Radość nocy), opowiadania, Baku 1977.
- Arçil Sulakauri, Aşağı-yuxarı, opowieści, Baku 1978.
- Szota Rustaweli, Pələng dərisi geymiş pəhləvan (Rycerz w tygrysiej skórze), Baku 1978.
- Micheil Dżawachiszwili, Torpaq çəki, Baku 1980.
- Ilia Czawczawadze, Dilənçinin hekayəti (Historia żebraka), Baku 1987.
- Kür Xəzərə qovuşur (Kura dołącza do Caspiana), wybór tekstów z gruzińskiej literatury, Baku 1988[1].